# Мртва природа
Мртва природа је врста сликарског мотива где се случајно или стилизовано нагомилавају предмети који стварају тему слике. Сликар стилизује своје предлошке и ствара композицију слике.

## Сликарска Мртва природа
Најстарије мртве природе потичу из зидних слика из Помпеје и Херкуланеума а касније се појављују на мозаицима у старом Риму. У доба средњега века ови мотиви се не појављују и такорећи су угаснули и појављују се поново у 15. веку у доба ренесансе и то најпре код холандских сликара Јан ван Ајка, Рохир ван дер Вејдена, Конрад Вица и других.
Првобитно је овај мотив био употребљаван као споредни мотив. Мртва природа као посебан мотив почела се користити у другој половини 16. века од стране Јана Бројгела Старијег и свој врхунац је доживела у 17. веку у доба барокне уметности када је постало омиљено не само код холандских сликара већ у целој Европи (између осталих и код Јан Бројгела Млађег).
У 18. веку се овим мотивима посветио Жан- Баптист Оудри а касније у 19. веку и 20. веку сликарски мотив мртве природе раширио се у све сликарске области а најпознатији сликар мртве природе тога доба је Пол Сезан, Жорж Брак, Ђорђио Моранди и други. У садашњости је мртва природа (фотографија) најраширенија у фотографској уметности много више него у сликарству.